# Рижская марка

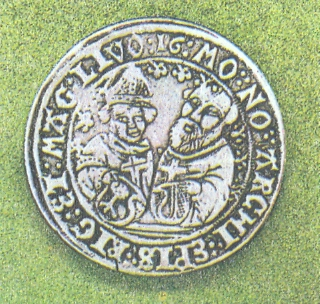
Марка 1516 года архиепископа Яспера Линде и магистра Вальтера Плеттенберга

Рижская марка (лат. Marca Rigensis, латыш. Rīgas mārka) — денежная единица, с 1211 года употреблявшаяся в Ливонии и Эстляндии. Первоначально соответствовала примерно 207,82 грамма серебра в весе (весовая марка, марка в серебре, серебряная марка, марка серебра) и менявшемуся во времени числу шиллингов и пфеннигов (счётная марка, марка в монете, марка пфеннигов, марка монет). С 1516 года в виде отдельной монеты марка в течение непродолжительного периода выпускалась Рижским архиепископством, Ливонским орденом и Вольным городом Рига.

## Весовая и счётная единица
В 1201—1202 годах епископ Альберт фон Буксгевден перенёс свою резиденцию из города Икшкиле на новые земли на реке Рига (другие названия — Ригавас, Ридзене от латыш. Rīgavas, Rīdzene), учредив таким образом новый город и Рижское епископство. В 1211 году епископом был подписан документ на разрешение чеканки монет. В документе отмечается на то, что рижские деньги должны быть такого же веса и пробы, как монеты острова Готланд, однако позволялся местный дизайн. Одна рижская весовая марка должна была равняться готландской весовой марке в 207,82 грамма, а соответствовать ей должны были 4+1⁄2 пфенниг-марок, то есть счётных рижских марок, марок пфеннигов, определённое число монет. В 1255 году Рижское епископство получило статус архиепископства. В этом же году Рига присоединяется к Ганзе для защиты торговых интересов. Готландская денежная система стала основной.
С 1430 года готландскую расчётную систему вытеснила любекская. Монеты чеканились в городах Таллин, Тарту и за пределами Ливонии. В 1422-1426 годах архиепископ Иоганн VI Амбунди (1418—1424) вводит денежную реформу в Ливонии, согласно которой 1 новый артиг = 12 дореформенным любецким шиллингам = 1 весовому шиллингу. С 1426 года артиг чеканить прекращают, заменив его шиллингом. Денежная система архиепископа Иоганна просуществовала до распада Ливонской конфедерации. Во время шиллинговой реформы чеканились и более мелкие номиналы — систлинги. 18 января 1426 года согласно документам того времени, систлинги изменились на шерфы (8 шерфов = 1 шиллингу). Соотношения между основными денежными единицами было таким:
- 1 фердинг = 9 шиллингам = 27 пфеннигам;
- 1 талер = 4½ маркам = 18 фердингам;
- 1 марка = 36 шиллингам[3].

## Монеты
Самые ранние монеты архиепископства, точно определяемые по времени чеканки, были выпущены Иоганном VI Амбунди (1418—1424). На более ранних монетах отсутствовал родовой знак архиепископа, позволяющий определить время чеканки. До XVI века рижская марка существовала исключительно в качестве счётной и весовой единицы и в виде монет не чеканилась.
В 1452 году в городе Саласпилс было заключено соглашение между Рижским архиепископством и Ливонским орденом. Согласно договору архиепископство получило привилегию на совместную чеканку монет. Практически монетным двором руководил город. Городские власти нанимали персонал и закупали сырьё. Но внешний вид монет, пробу и вес определяли архиепископ и магистр ордена.
С 1515 года когда запасы серебра значительно увеличились, началась чеканка более крупных монет с большим содержанием серебра, таких как фердинги (фартинги). Для производства монет эталоном служила рижская весовая марка. Соотношение между разными монетами и денежными единицами было таким:
- 1 рижская марка = 36 шиллингам = 48 эре = 144 артигам = 432 любекским пфеннигам;
- 1 шиллинг = 4 артигам = 12 любекским пфеннигам;
- 1 артиг = 3 любекским пфеннигам = 6 систлингам[3].

В 1516 году архиепископом Яспером Линде и магистром Вальтером Плеттенбергом была выпущена первая серебряная монета в одну марку. В дальнейшем изредка небольшим тиражом выпускались монеты в полмарки и одну марку.
В 1561 году, во время Ливонской войны, распадается Ливонская конфедерация. 28 ноября между магистром Ливонского ордена Готхардом Кетлером и польским королем Сигизмундом II в городе Вильне была подписана Виленская уния, в которой отмечалось о переходе Ливонии в состав Речи Посполитой и о создании литовских протекторатов — Задвинского герцогства и герцогства Курляндии и Семигалии. Рига получила статус вольного города от императора Священной Римской империи Максимилиана II. В 1572 году польский король запрещает Риге чеканить монеты, зная их враждебное отношение к польской власти. С 1575 года Рига продолжает чеканить монеты тайно, но в 1581 году вынуждена была присоединиться к Ливонскому герцогству под управлением Речи Посполитой. В 1629 году Швеция получила Ригу от Речи Посполитой, которая вошла в состав Шведской Ливонии.
| Год чеканки       | Номинал | От чьего имени выпущена                                                          |
| ----------------- | ------- | -------------------------------------------------------------------------------- |
| 1516              | 1 марка | Архиепископ Яспер Линде и магистр Вальтер Плеттенберг                            |
| 1537              | 1 марка | Архиепископ Томас Шёнинг                                                         |
| 1547              | ½ марки | Архиепископ Вильгельм Бранденбургский                                            |
| 1547              | ½ марки | Магистр Герман фон Брюггеноэ                                                     |
| 1547              | ½ марки | Архиепископ Вильгельм Бранденбургский и магистр Герман фон Брюггеноэ             |
| 1553              | ½ марки | Архиепископ Вильгельм Бранденбургский и магистр Генрих фон Гален                 |
| 1554              | ½ марки | Архиепископ Вильгельм Бранденбургский и магистр Генрих фон Гален                 |
| 1555              | ½ марки | Архиепископ Вильгельм Бранденбургский и магистр Генрих фон Гален                 |
| 1556              | ½ марки | Архиепископ Вильгельм Бранденбургский и магистр Генрих фон Гален                 |
| 1556              | ½ марки | Магистр Генрих фон Гален                                                         |
| 1557              | ½ марки | Магистр Генрих фон Гален                                                         |
| Без указания года | ½ марки | Магистр Генрих фон Гален                                                         |
| 1557              | ½ марки | Магистр Иоганн Вильгельм фон Фюрстенберг                                         |
| 1557              | ½ марки | Архиепископ Вильгельм Бранденбургский                                            |
| 1558              | ½ марки | Архиепископ Вильгельм Бранденбургский и магистр Иоганн Вильгельм фон Фюрстенберг |
| 1558              | ½ марки | Магистр Иоганн Вильгельм фон Фюрстенберг                                         |
| 1565              | ½ марки | Город Рига                                                                       |
| 1566              | ½ марки | Город Рига                                                                       |
| 1568              | ½ марки | Город Рига                                                                       |
| 1572              | ½ марки | Город Рига                                                                       |
| 1572              | 1 марка | Город Рига                                                                       |
| 1573              | ½ марки | Город Рига                                                                       |